# Усть-Березовка
Усть-Бере́зовка (рос. Усть-Берёзовка) — присілок у складі Сосьвинського міського округу Свердловської області.
Населення — 3 особи (2010, 6 у 2002).
Національний склад населення станом на 2002 рік: росіяни — 83 %.